# Бижовци (област Габрово)
 За другото село със същото име вижте Бижовци (Област Велико Търново).  
Бижовци е село в Северна България. То се намира в община Трявна, област Габрово.

## История
Бижевци е старото име на селото, сега то се казва Бижовци.
Преди селото е имало самостоятелно кметство, но впоследствие то е направено много красива къща. Сега се управлява от общината в Трявна.

## Културни и природни забележителности
В Бижовци има много гори, в които можете да откриете много горски плодове. Из тях се разхождат горски животни.
В селото има един хотел, който е посещаван от туристи.